# Boni
El boni (o aweer) és una llengua cuixítica de Kenya parlada al hinterland dels districtes de Lamu i del riu Tana (Província Costanera) i al districte de Garissa (Província Nord-oriental), per uns 3.500 individus, i que, ensems amb el rendille, integra la subdivisió kenyana rendille-boni de les llengües omo-tana, branca al seu torn del cuixític oriental de les Terres Baixes.